# Blåräven
Blåräven är en tysk komedifilm från 1938 i regi av Viktor Tourjansky. Filmen bygger på den ungerske författaren Ferenc Herczegs pjäs Kék róka från 1917. Filmen utspelas i Budapest där den till viss del är inspelad. I filmens huvudroll ses Zarah Leander som bland annat framför sången "Kann denn Liebe Sünde sein". Den svenska biopremiären skedde på biograf Spegeln i mars 1939.

## Rollista
- Zarah Leander - Ilona Paulus
- Willy Birgel - Tabor Vary
- Paul Hörbiger - Stephan Paulus
- Jane Tilden - Lisi
- Karl Schönböck - Trill
- Rudolf Platte - Bela, kusk
- Eduard Wenck - Urem
- Edith Meinhard - Tilla
- Erich Dunskus - bensinmacksbiträde
- Olga Engl - Margit